# Johann Friedrich Leberecht Reinhold

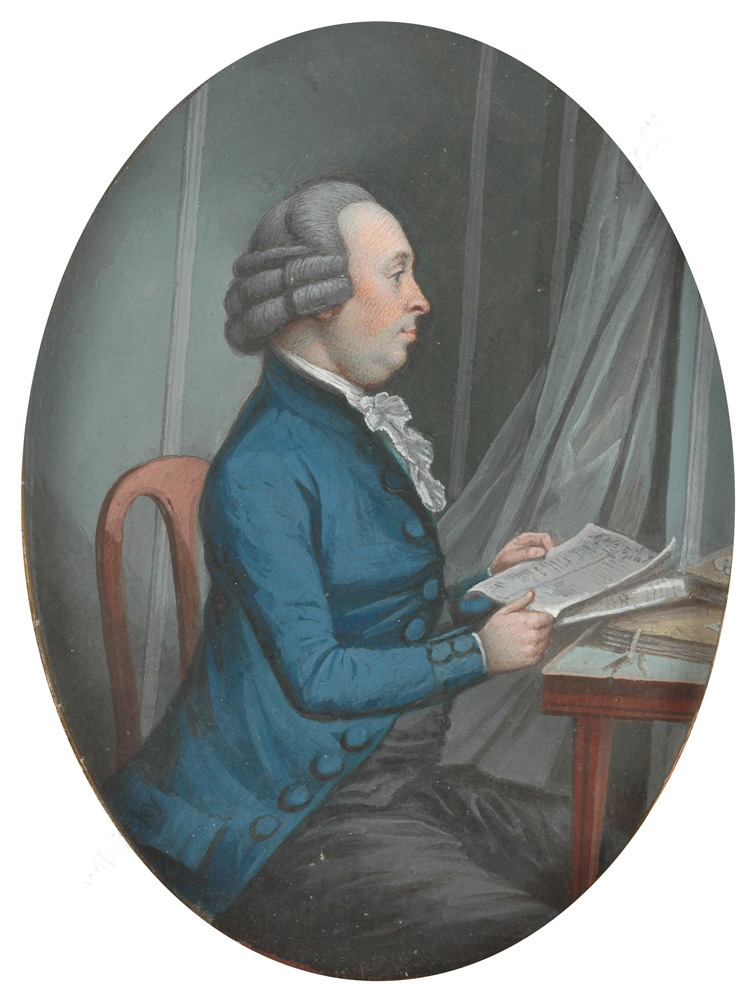
Graf Heinrich XXX. von Reuß-Gera

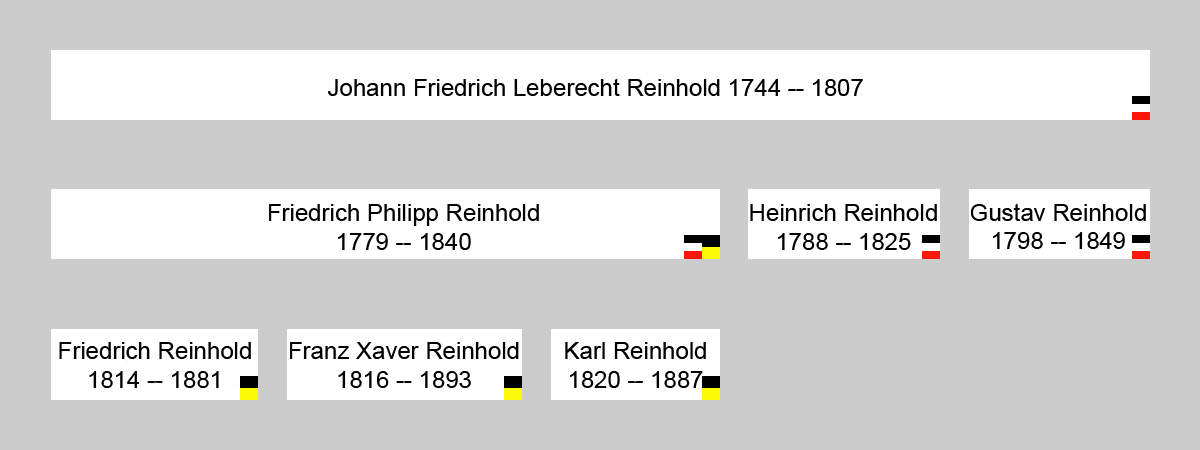
Malerfamilie Reinhold

Johann Friedrich Leberecht Reinhold (*  15. September 1744 in Neustadt an der Orla; † 1. Juni 1807 in Gera) war ein in Gera tätiger deutscher Porträtmaler.

## Leben und Wirken
Reinhold erlernte das Malerhandwerk bei Johann Gottfried Krippendorf (1782–1850) in Zeitz.
1773 wurde er als Bürger und Maler in Gera erwähnt. Hier heiratete er 1773 Johanna Ehrhardt, Tochter des Schleizer Hofbildhauers Philipp Conrad Ehrhardt. Nach dem Brand von Gera 1780 lebte er in Schleiz, wo er 1783 Henriette Felder, Tochter des reußischen Hofgärtners Gottfried Ehrhardt Felder, heiratete. 1782/1783 lebte er in Neustadt an der Orla, danach wieder in Gera. Seit 1783 lieferte er Malereien am Hofe von Graf Heinrich XXX. von Reuß-Gera aus dem Haus Reuß (1727–1802) sowie an andere Herrscherhäuser.
Er schuf hauptsächlich Porträts und Genreszenen in Aquarell-, Gouache- und Pastellfarben. Er signierte seine Werke niemals.
Reinhold, Jean Baptiste Audebert und Jean-Baptiste Meunier (1786–1858) waren die Illustratoren, die für Guillaume Antoine Olivier bei dessen Atlanten zu Entomologie, ou, Histoire naturelle des insectes avec leurs caractères génériques et spécifiques, leur description, leur synonymie, et leur enluminée mitwirkten.
Reinhold war der Begründer der Malerfamilie Reinhold. Seine Söhne Friedrich Philipp (1779–1840), Heinrich (1788–1825) und Gustav (1798–1840) wurden Maler und Grafiker.
Werke (Auswahl)
- 1774: Georg Heinrich Reinhold und seine Frau, zwei Pastellzeichnungen.
- 12 Porträtblätter (Bleistift und Guasch): Darunter König Friedrich der Große, die Herzogin von Coburg, Prinzessin Sophie Louise und der Prinz von Bayern.
- 21 Blatt Feder und Sepiazeichnungen.
- Illustration mit Johann Friedrich Leberecht Reinhold und Jean-Baptiste Meunier in Guillaume Antoine Olivier: Entomologie ou histoire naturelle des insectes. Avec leurs caractères génériques et spécifiques, leur description, leur synonymie et leur figure enluminée. Atlas 1. Baudouin, Paris 1808 (biodiversitylibrary.org).
- Illustration mit Johann Friedrich Leberecht Reinhold und Jean-Baptiste Meunier in Guillaume Antoine Olivier: Entomologie ou histoire naturelle des insectes. Avec leurs caractères génériques et spécifiques, leur description, leur synonymie et leur figure enluminée. Atlas 2. Baudouin, Paris 1808 (biodiversitylibrary.org).